# Aloe deltoideodonta

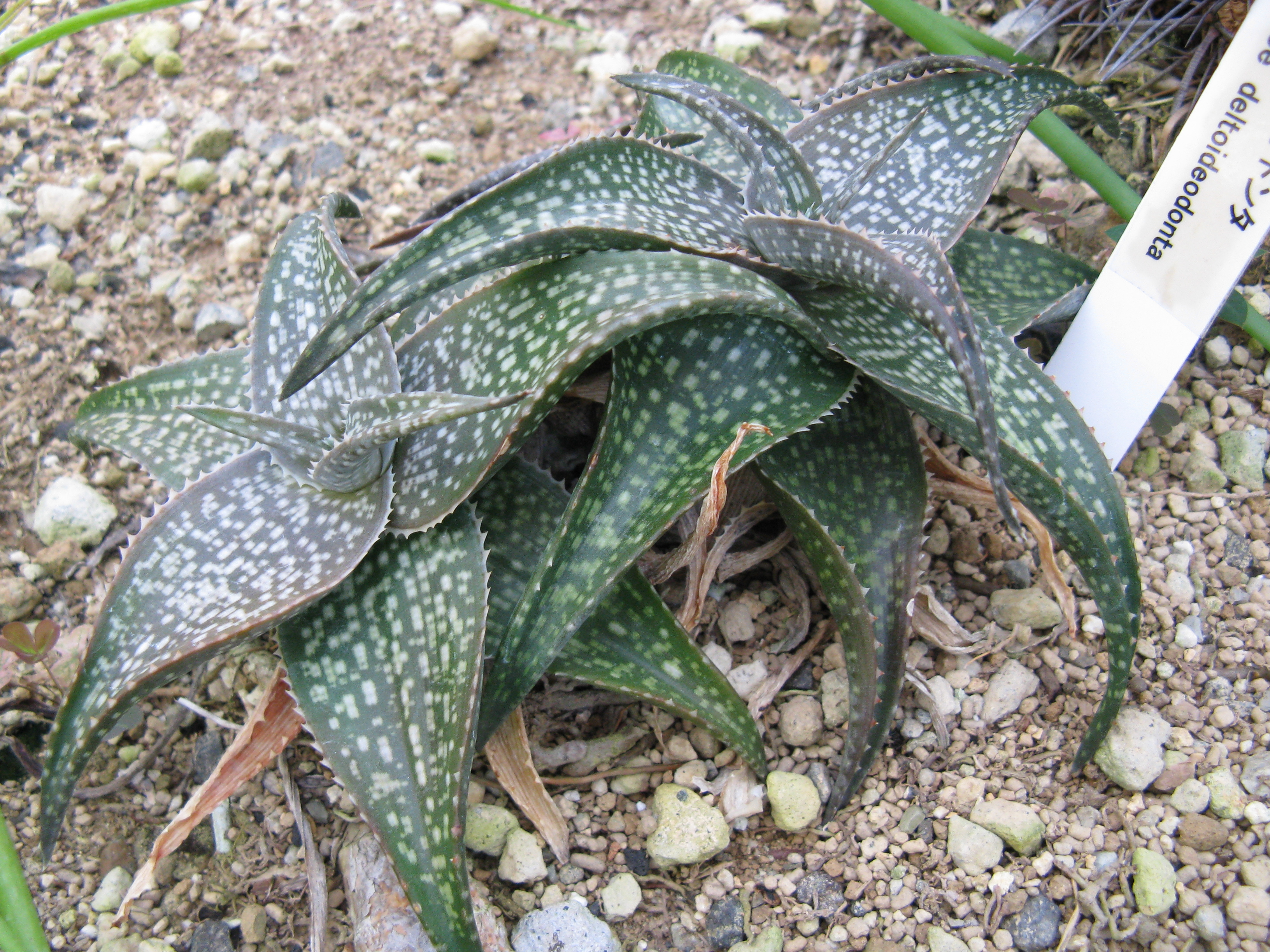

Aloe deltoideodonta es una  especie de Aloe nativa de  Madagascar.

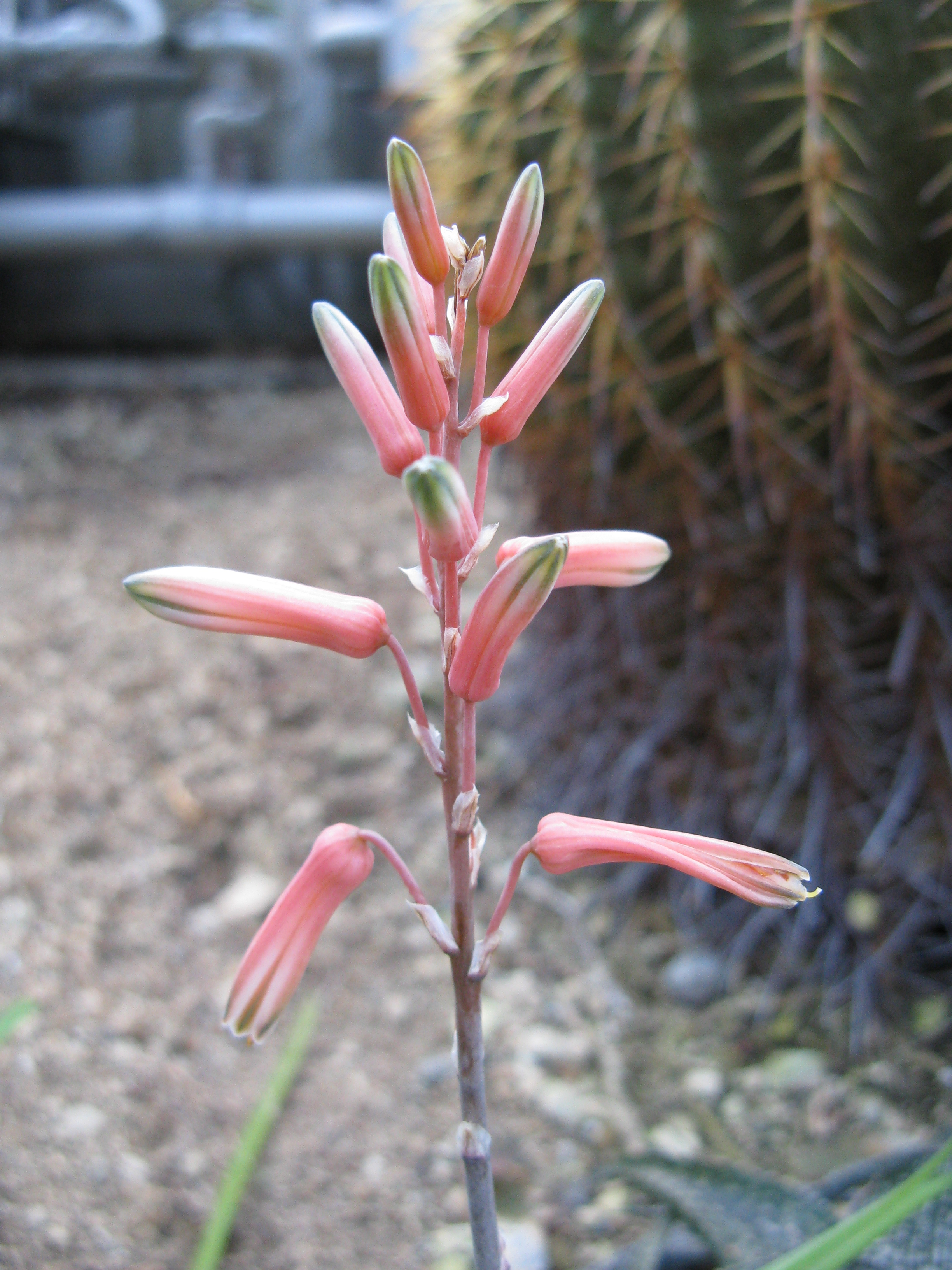
Inflorescencia

## Descripción
Aloe deltoideodonta crece sin tallo o tiene un tronco muy corto, está solo o formando pequeños grupos. Tiene 12 - 16 hojas verticales que forman una densa roseta. La lámina tiene un color verde grisáceo,  de 10 a 13 cm de largo y 2,5 - 3 cm de ancho. Los dientes del margen son amarillentos de 2 milímetros de largo y de 3 a 5 milímetros de distancia. La inflorescencia es simple o tiene una o dos ramas. Alcanza una longitud de 40 a 60 centímetros.  Las flores son rojas de unos 25 milímetros de largo y se estrecha en su base.

## Distribución
Es una planta con las hojas suculentas, dispuestas en rosetas, con las flores de color naranja, endémica de Madagascar donde se encuentra en las provincias de Fianarantsoa y Toliara.

## Taxonomía
Aloe deltoideodonta fue descrita por John Gilbert Baker y publicado en Journal of the Linnean Society, Botany 20: 271, en el año 1883.
Etimología
Ver: Aloe
deltoideodonta: epíteto que deriva de deltoides = "en forma de delta" y odontos = "diente" que se refiere a la forma del borde de los dientes.
Variedades aceptadas
- Aloe deltoideodonta var. deltoideodonta
- Aloe deltoideodonta var. intermedia H.Perrier

Sinonimia
- Aloe rossii Todaro ap. Berger[5][2]